# Plus rares sont les roses
Plus rares sont les roses  (ورد أقل, Ward aqall) est un recueil de poèmes de Mahmoud Darwich paru en arabe en 1986, et publié dans une traduction d'Abdellatif Laâbi aux éditions de Minuit en 1989.

## Sujet du recueil
Ce recueil « exprime le voyage sans fin d'un peuple voué à l'exode ». 
Le poète est montré comme un « voyageur » ou « pèlerin » qui énonce un « chant funèbre et élégiaque de l'exil ».